# カーター版ネクロノミコン
クトゥルフ神話の架空の文献「ネクロノミコン」のうち、アメリカ合衆国の作家リン・カーターが創造したものについて解説する。
リン・カーターの『ネクロノミコン』（原題：英: The Necronomicon:The Dee Translation）は、「ネクロノミコン」を創作した作品である。翻訳ジョン・ディー、注釈リン・カーターという体裁をとる。歴史パートと魔術パートで構成される。神話の第二世代作家であるラムジー・キャンベル、ブライアン・ラムレイ、リチャード・L・ティアニーなどの設定が取り込まれている。
晩年のカーターは病を患い、趣味のために作品を書くようになり、「ネクロノミコン」や「エイボンの書」を自ら創造する試みに着手した。内容は断片的に発表され、1988年のカーターの死により未完に終わる。最終的に、1996年にまとめられて発表された。
森瀬繚は、カーターが体系化したクトゥルフ神話の設定の集大成と評する。ドナルド・タイスンは本作などのネクロノミコンに不満があり、自ら新たに『ネクロノミコン アルハザードの放浪』を手がけた。サンディ・ピーターセンの『クトゥルフ神話TRPG』は、カーター神話を意識しつつ、さらに独自の体系化を試みたものとなっている。

## 一、挿話の書
アブドゥル・アルハザードを主人公とする歴史小説パート。8つの掌編小説で構成される。10枠が予告され第四と第十の物語は準備中とされていたが、カーターの逝去により書かれることがなかった。
第一の物語 ヤクトゥーブの運命
余アルハザードは若いころ、悪名高きサラセン人の魔術師ヤクトゥーブに弟子入りした。弟子たちの中では、放縦なイブン・ガゾウルと親しくなった。弟子たちは大いなる旧支配者の召喚法の教えを乞うが、師は上級の魔物との契約には対価に霊液を払わねばならないという理由から断る。余らが辛抱強く懇願すると、師はついに折れて、秘密の地の降霊術師から霊液を購入してくるよう、イブン・ガゾウルを使いに出す。
材料を入手した師は、余らを連れて、召喚の儀式を行う。呼び出された赤い怪物は、対価の瓶を投げ捨てるや、師を惨殺しむさぼり喰らう。余らは命からがら逃げ出す。すべては卑劣なイブン・ガゾウルの仕業であり、彼は資金を乱財したあげく、瓶には霊液の代わりに尿を入れて誤魔化したのである。
第二の物語 メンフィスの地下にあらわれたもの
師を失い放浪の旅に出た余らは、メンフィスの砂漠でスフィンクス像に到着した。怯える皆を残し、余は弟弟子イブラヒームと2人で地下墓所に降りる。そしてツァトッグアを召喚し、魔術の知識を授かる。最初は喜んでいたものの、召喚した魔物を退去させることができないことに気づく。魔法円を境界に、余らと魔物は膠着状態となる。余はイブラヒームを突き飛ばし、ツァトッグアが彼を貪っている隙に、地上へと逃げ出る。
第三の物語 円柱都市にて
食屍鬼たちの棲まう砂漠を無事に通過すべく、食屍鬼の長ヌグに対価を捧げ、なんとか伝説の円柱都市イレムに到着した。余はヨグ＝ソトースを召喚したが、すぐに手に負えないことを理解する。ただの一瞥で魂まで呪われた余は命からがら逃げ出す。
第五の物語 モスクの地下墓所
魔術師アルハザードの名は高まっていた。大都市アレクサンドレイアでは、イスラム教徒たちに「黒いモスク」と呼ばれる古代の建造物に棲みつく邪悪なものを追い払ってくれと乞われた。地下に降りると、余の姿を見た矮人生物たちが逃げていく。そいつらが崇拝する偶像を見て、その正体を悟った余は逃げ出し、地下への入り口を封鎖する。
第六の物語 ムノムクアー
余は弟子2人、モウリとイスマイルのみを連れて砂漠を往き、無名都市に到着し、二行連句を詠む。地下の遺跡に刻まれた古代の印は、ムノムクアーを指しており、余は震えあがる。イブの神ムノムクアーは、旧支配者の一柱であり、旧神によって月に封印された。この無名都市は、かつてはムノムクアーの領地だったのである。呪いを受けてモウリが異形に変貌する。
第七の物語 時間を超越した狂気
カルデア人の妖術師サルゴンは、知識を得るために特殊な薬物を服用して時間を超えたが、ティンダロスの猟犬に目を付けられた。以降、サルゴンは歩行するとき、まっすぐ進まずに、左右に曲がりくねった奇妙な歩き方をするようになった。さて、余は「墓の谷」（王家の谷の別称）でサルゴンと友になる。話を聞いた余は、彼の呪いを解こうとするが間に合わず、サルゴンは猟犬に嗅ぎつけられて惨死する。
第八の物語 黒い蓮の夢
第七の物語より、少し出来事は遡る。余は商人アブドゥッラーから、入手困難な植物「黒い蓮」を入手した。これを材料に余は秘薬を調合し、弟子イスマイルが見守る中、服用する。分離した余の魂は、時を超えて過去の世界を幻視し巡る。最終的に原初の時へと至り、黒い窖には泡立つショッゴスがいた。端には黒い蓮が咲いている。かの花がどこに咲き、何を養分にしているかを知ってしまった余は、悲鳴を上げて逃げ出す。
第九の物語 星の影
サルゴンが死んだ後、余はダマスクスに移住した。ダマスクスへと向かう旅の途中、古代都市クトゥケメスのそばの、かつて旧神がヨグ＝ソトースを幽閉した山の近郊にて、「名もなきもの」と呼ばれる部族の族長ファクリットヒーンと友になる。邪悪な彼らはヨグ＝ソトースを崇拝しており、対して余はかつてはヨグ＝ソトースを崇拝したが今では背教者である。そしてヨグ＝ソトース帝は裏切者を許さない。余は正体を知られ、ファクリットヒーンから死の宣告を受ける。

## 二、準備の書
9章構成。空間と物質の四元と、永遠と非存在の第五元について（四大霊のこと）。刻限と季節について（星辰のこと）。旧支配者と旧神について。

## 三、門の書
19章構成。この世界の外の世界について。

## 四、解放の書
4章構成。召喚したものを退散させることの重要性について。ムナールから産出する五芒星形の石について。

## 収録
- 学研『魔道書ネクロノミコン外伝』大瀧啓裕訳

## 関連作品
クトゥルー神話の神神、クトゥルー神話の魔道書
1956-1957年に、アマチュア時代のカーターがまとめた神話設定集。後のカーター版ネクロノミコン等とは内容が大きく異なる。
ネクロノミコン断章
1978年作品。ジョージ・ヘイ、コリン・ウィルソン、ロバート・ターナーが再現した、16世紀ジョン・ディー版ネクロノミコンの断章。
エイボンの書 クトゥルフ神話カルトブック
2001年作品。生前のカーターが構想していた「エイボンの書」の再現企画を、ロバート・M・プライスが引き継いで実現させたもの。
クトゥルフの呼び声 (TRPG)
1981年以降、内容は随時アップデートされる。サンディ・ピーターセンとケイオシアム社によるクトゥルフ神話の体系化。カーター神話を意識しつつ、さらに独自の体系化が試みられている。クトゥルフ神話のジャンル中では人口最多。
付け加えると、ケイオシアム社は『カーター版ネクロノミコン』や『エイボンの書 クトゥルフ神話カルトブック』を刊行している。